# Wiltrud Drexel
Wiltrud Drexel, född den 16 augusti 1950 i Feldkirch, är en österrikisk före detta alpin skidåkare.
Drexel blev olympisk bronsmedaljör i storslalom vid vinterspelen 1972 i Sapporo.